# Nationale Eurazische L. N. Gumilyov Universiteit
De Nationale Eurazische L. N. Gumilyov Universiteit (Kazachs: L.N. Gýmilev atyndaǵy Eýrazııa ulttyq ýnıversıteti) is een nationale onderzoeksuniversiteit, gevestigd in Nur-Sultan, Kazachstan. De universiteit werd opgericht op 23 mei 1996 na een fusie van het Akmola Instituut voor Pedagogiek en het Akmola Instituut voor Civiele Engineering. Ze verkreeg in 2001 onder haar huidige naam de status van nationale universiteit.
In de QS World University Rankings van 2020 staat de Nationale Eurazische L. N. Gumilyov Universiteit wereldwijd op een 418de plaats, waarmee het de 2e Kazachse universiteit op de ranglijst is.